# Шанше II Квенипневели
Шанше II Квенипневели (груз. შანშე ΙΙ ქვენიფნეველის; Картлийское царство — 1753, Тифлис) — эристав Ксанский (1717—1753).

## Биография
Родился в семье ксанского эристава Давида Квенипневели и его супруги Мариам Картлийской.
В 1719 году восстал против царя Картли Вахтанга VI, но был побеждён и сослан в Имеретию. После побега из ссылки, в 1720 году вновь совершил восстание и вновь потерпел поражение.
В 1723 году, после завоевания Османской империей территорий Картли-Кахетии, выступил против захватчиков.
В 1735 году, когда османов сменили иранские кызылбаши, Шанше вместе с Гиви Амилахвари и Вахушти Абашидзе возглавил большое восстание против иранских завоевателей и из укреплённых крепостей эриставства Ксани в течение двух лет сражался с кызылбаши. В это время благодаря его усилиям был перестроен монастырь Ларгвиси. В 1737 году сопротивление потерпело поражение и Шанше вынужден был бежать сначала в Имеретию, а позднее в Российскую империю.
Он пытался помочь Бакару III (сыну Вахтанга VI и фактическому правителю Картли) вернуться в Грузию, но эта миссия не увенчалась успехом. Около 1739 года Шанше вернулся на родину и продолжил борьбу с кызылбаши, но из-за предательства был схвачен иранскими завоевателями и наказан выкалыванием глаз.
В 1745 году он был отправлен в Тбилиси, а через два года ему вернули его родовые поместья.
В 1753 году Шанше II скончался в тюрьме в Тифлисе, где находился из-за мятежа против царя Ираклия II.